# Rion-des-Landes (Rion-des-Landes)
Rion-des-Landes (okzitanisch: Arrion) (bis 1962 Rion) ist eine Ortschaft und eine ehemalige französische Gemeinde mit 2.574 (Stand: 1. Januar 2022) im Département Landes der Region Nouvelle-Aquitaine. Sie gehörte zum Arrondissement Dax und zum Kanton Pays Morcenais Tarusate.
Mit Wirkung vom 1. Januar 2017 wurden die ehemaligen Gemeinden Boos und Rion-des-Landes zur namensgleichen Commune nouvelle Rion-des-Landes zusammengeschlossen und haben in der neuen Gemeinde der Status einer Commune déléguée. Der Verwaltungssitz befindet sich im Ort Rion-des-Landes.

## Geographie
Rion-des-Landes liegt im größten Waldgebiet Westeuropan - den Landes de Gascogne - ca. 27 Kilometer nordöstlich von Dax in der historischen Provinz Gascogne am Retjons, einem Zufluss der Midouze.

## Bevölkerungsentwicklung

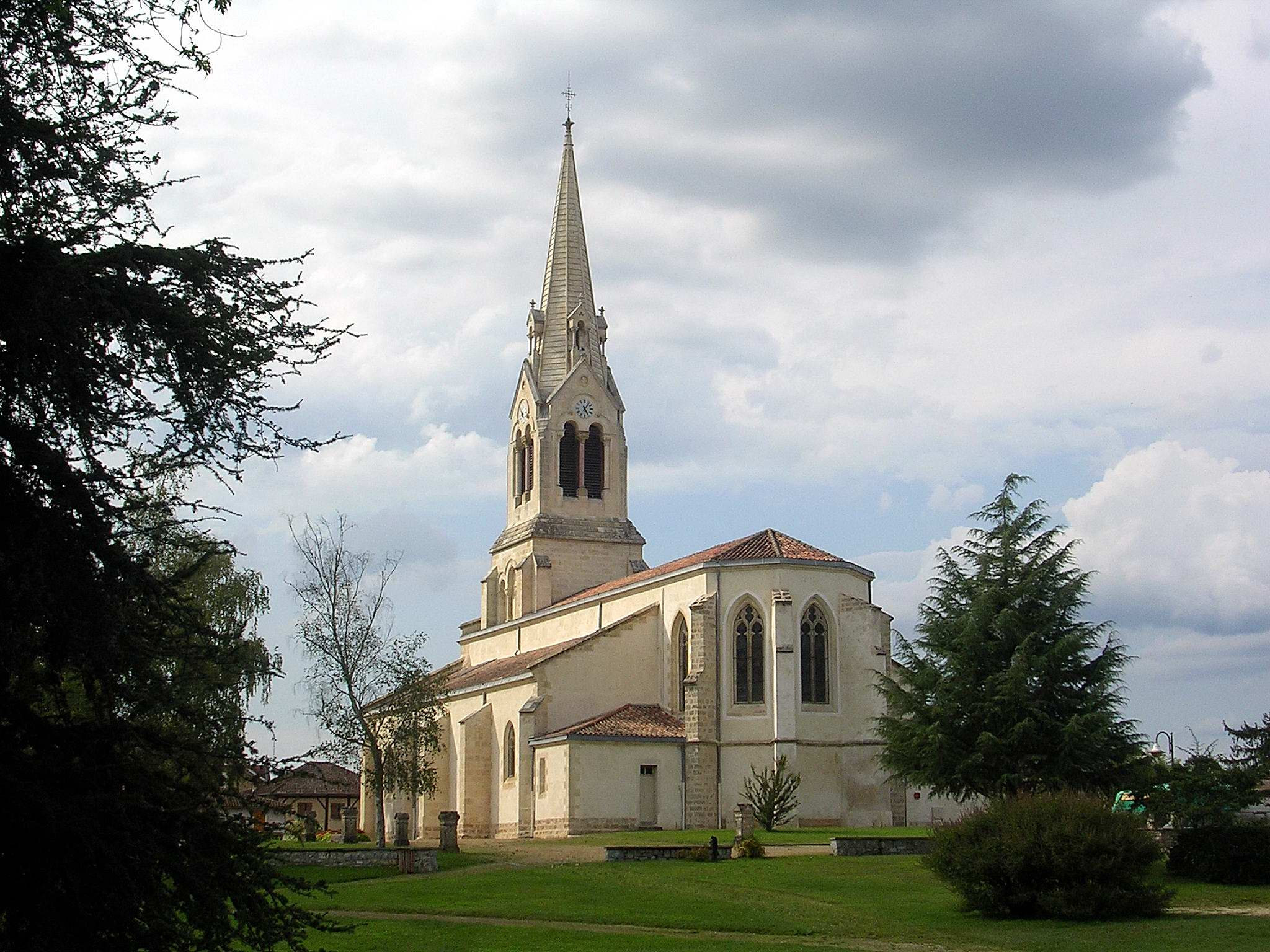
Kirche Saint-Barthélemy

Die Einwohnerzahl stieg seit Beginn der Aufzeichnungen bis zu Beginn des 19. Jahrhunderts auf einen Höchststand von rund 2.701. In der Folge konnte sich die Größe des Orts auf einem Niveau von ungefähr 2.500 Einwohnern bis zur Fusion halten.
| Jahr      | 1962 | 1968 | 1975 | 1982 | 1990 | 1999 | 2006 | 2011 | 2016 |
| --------- | ---- | ---- | ---- | ---- | ---- | ---- | ---- | ---- | ---- |
| Einwohner | 2512 | 2479 | 2635 | 2482 | 2329 | 2201 | 2302 | 2482 | 2498 |

## Sehenswürdigkeiten
- Kirche Saint-Barthélemy aus dem 12. Jahrhundert
- Schloss Bellegarde (heutiges Rathaus) aus dem 19. Jahrhundert
- Stierkampfarena von Rion-des-Landes
- Flugplatz von Rion-des-Landes